# Лаврентьевская (деревня)
Лавре́нтьевская — деревня в Боханском районе Иркутской области. Входит в состав муниципального образования «Укыр». 

## География
Деревня находится на расстоянии 31 км к западу от посёлка Бохан, административного центра района.

## Население
| 2002 | 2010 | 2011 | 2012 |
| ---- | ---- | ---- | ---- |
| 73   | ↘70  | →70  | ↘69  |

## Улицы
В деревне имеется одна улица — Ключевая.